# Джулі Ньюмар
Джулія Челен Ньюмаєр (Julia Chalene Newmeyer), відома як Джулі Ньюмар (англ. Julie Newmar, нар. 16 серпня 1933) — американська акторка, співачка, танцюристка та підприємиця.

## Життєпис
Джулія Челен Ньюмаєр народилась 16 серпня 1933 року у Лос-Анджелесі, первісткою Дона і Гелен Джесмер Ньюмаєр. Її батько, колишній професійний гравець у футбол, був керівником Департаменту фізичного виховання в міському коледжі. Мати була зіркою шоу Флоренца Зіґфельда на Бродвеї.
З раннього віку Джулі вчилася грати на фортепіано, брала уроки танцю та класичного балету. Закінчивши у 15 років Los Angeles' John Marshall High School, вирушила у турне Європою з матір'ю та братом. Має IQ 135.
На початку 1950-х Ньюмар мала зв'язок з письменником Луї Л'амуром. В 1977 році вона одружилася з юристрм Джеєм Голтом Смітом, з яким розлучилася через 7 років. У них був син Джон Джевл Сміт, який народився з синдромом Дауна і нечуючим.
2 листопада 2004 року до Ньюмар пред'явив позов її сусід Джеймс Белуші на суму $4,000,000, стверджуючи, що вона вмикає голосну музику, лає його сусідів і руйнує його майно. Натомість Ньюмар свідчила, що стала жертвою невихованого і зарозумілого Белуші. Проте в січні 2006 року конфлікт було врегульовано дружно і акторка навіть з'явилася в епізоді серіалу Белуші «Як сказав Джим».

## Кар'єра
1952 року Джулі Ньюмар дебютувала в кіно. Після кількох невеликих ролей танцюристок, яких не вказували у титрах, отримала значну роль однієї з наречених братів Понтіпі у мюзиклі «Сім наречених для семи братів»(1954). В 1956 р. в бродвейському мюзиклі «Крихітка Абнер» виконала роль Стапфін Джонс, а в 1959 повторила роль в однойменному фільмі.
1958 року Джулі Ньюмар з'явилася у бродвейській п'єсі «Шлюб ходить колами», де головну роль виконувала Клодет Кольбер. Через рік ця роль принесла їй премію «Тоні» в номінації «Найкраща акторка в п'єсі». Пізніше Ньюмар брала участь у національному турне мюзиклу «Зупиніть світ — я хочу вийти», а також виконала роль Лоли в «Проклятих янкі!».
Популярність акторці принесла її робота на телебаченні, зокрема роль Жінки-кішки в телесеріалі «Бетмен», яку вона грала з 1966 по 1967. Ньюмар також з'явилася в таких серіалах, як «Сутінкова зона», «Захисники», «Селюк з Беверлі-Хіллз», «Найбільше шоу на Землі» і «Зоряний шлях».
В 1980-х і 1990-х роках Ньюмар знялася в кількох низькобюджетних фільмах, а в 1992 р. з'явилася в кліпі Джорджа Майкла «Too Funky», а також у камео у фільмі «Вонг Фу, із вдячністю за все! Джулі Ньюмар» (1995) і в одному з епізодів телесеріалу «Мелроуз-Плейс» (1996).

### Бізнес
В 1970-ті і в 1980-ті Ньюмаєр займалася реалізацією власної марки колготок. Після закінчення Каліфорнійського університету в Лос-Анджелесі на початку 1980-х років вона почала власну справу щодо інвестування нерухомості.

### Пізніші ролі
Протягом наступних двох десятиліть Ньюмар знялася в кількох малобюджетних фільмах. Вона знімалася на телебаченні в серіалах «Човен кохання», «Бак Роджерс у 25-му столітті», «CHiPs» та «Острів фантазії». 1992 року вона знялася в кліпі Джорджа Майкла «Too Funky», а в 1996 році з'явилася в камео в епізоді серіалу «Мелроуз Плейс».
У 2003 році Ньюмар з'явилася в камео в телевізійному фільмі «Повернення до печери кажана: Пригоди Адама і Берта» разом з колишніми партнерами по фільму «Бетмен» Адамом Вестом, Бертом Вордом, Френком Горшином і Лі Мерівезером. Джулія Роуз зіграла Джулі Ньюмар у флешбеках до виробництва телесеріалу. Однак через давні проблеми з правами на кадри з телесеріалу «Бетмен» у телефільмі було дозволено використовувати лише кадри з Мерівезером, взяті з повнометражного фільму. У 2016 році вона озвучила Жінку-кішку в анімаційному фільмі «Бетмен: Повернення хрестоносців у каптурах». 2017 року вона повторила свою роль в анімаційному сиквелі «Бетмен проти Дволикого». У травні 2016 року Ньюмар також з'явилася на шоу «Дім і сім'я», де познайомилася з акторкою серіалу «Готем» Камрен Бікондовою, яка зіграла молодшу Селіну Кайл.
У 2019 році Ньюмар зіграла роль доктора Джулії Гоффман (замість покійної Грейсон Голл) в аудіодраматичному мінісеріалі «Темні тіні»: Кровна лінія.

## Вибрана фільмографія
- 1953 — Театральний фургон(рос.)[ru] -Модель в салоні / хористка (у титрах не вказана)
- 1954 — Деметрій і гладіатори(рос.)[ru] — Танцюристка (у титрах не вказана)
- 1954 — Сім наречених для семи братів — Доркас Гелен
- 1959 — Крихітка Абнер(англ.)[en] — Ступфаїн Джонс
- 1959 — Новачок — Лілі Марлен
- 1963 — Через кохання або через гроші — Бонні Брейшер
- 1969 — Маккенове золото(рос.)— Хеш-ке
- 1970 — Мати — Директор «Той Компані» / Матір
- 1984 — Сцени кохання — Белінда
- 1985 — Найдавніший фах — Королева Бі
- 1988 — Танцювальна академія — місс МакКензі
- 1988 — Глибокий космос(англ.)[en] — леді Елен Вентворт
- 1989 — Привиди цього не роблять — янгол
- 1994 — Облівіон — місс Кітті
- 1995 — Вонг Фу, із вдячністю за все! Джулі Ньюмар — Грає саму себе
- 1996 — Облівіон 2 — місс Кітті
- 1999 — Погані гени — матір Джуді
- 2006 — Як сказав Джим — Джулі
- 2010 — Бетмен: Відважний і сміливий — Марта Вейн (озвучення)

### Телефільми
- 1973 — Коломбо: Подвійний удар(2-й сезон) — Ліза Чемберс

## Нагороди
- Номінація на Золотий глобус 1965 року як найкраща акторка на телебаченні за «Моя жива лялька».
- Номінація на Золоту малину 1991 року як найгірша акторка другого плану за фільм «Привиди цього не роблять».